# 군자감
군자감은 군려(軍旅:군대의 수 또는 군세(軍勢))의 양향(糧餉:양식 또는 군량)에 관한 일을 맡아보는 관청이다.

## 기관역혁
- 1392년(태조 1년) 7월 28일 군자감을 설치함.
- 1403년(태종 3년) 6월 29일 연경군을 군자감에 합침.
- 1410년(태종 10년) 2월 14일 군자감 창고를 용산강에 짓게 함.
- 1411년(태종 11년) 4월 14일 흥신궁을 군자감에 이속(移屬)시킴.
- 1414년(태종 14년) 1월 18일 정3품 감을 정이라 칭하고, 4품 소감을 부정이라 칭하고, 5품 감승을 판관이라고 칭하였다.
- 1449년(세종 14년) 1월 29일 군자감 주부를 한 사람을 혁파함
- 1466년(세조 12년) 1월 15일 녹사 하나를 없애고 판관·주부·부봉사·참봉을 각각 하나씩 둠.
- 1469년(예종 1년) 6월 29일 군자감의 판관·주부·직장은 각각 1원을 추가함
- 1506년(연산군 12년) 1월 6일 부정 이하 주부 이상 1원은 모두 군직으로 겸하게 함.
- 1506년(연산군 12년) 6월 13일 직장·봉사를 각각 하나를 더 추가함.
- 1894년(고종 31년) 7월 18일 군자감을 폐지함.

## 관직
| 품계  | 1392년 7월 28일 | 1392년 7월 28일 | 1414년 1월 8일 | 1414년 1월 8일 | 1449년 1월 29일 | 1449년 1월 29일 | 1466년 1월 15일 | 1466년 1월 15일 | 1469년 6월 29일 | 1469년 6월 29일 | 1506년 6월 29일 | 1506년 6월 29일 |
| 품계  | 관직명          | 인원            | 관직명         | 인원           | 관직명          | 인원            | 관직명          | 인원            | 관직명          | 인원            | 관직명          | 인원            |
| ----- | --------------- | --------------- | -------------- | -------------- | --------------- | --------------- | --------------- | --------------- | --------------- | --------------- | --------------- | --------------- |
| 정3품 | 판사(判事)      | 2명             | -              | -              | 정(正)          | 2명             | -               | -               | -               | -               | -               | -               |
| 종3품 | 감(監)          | 2명             | 정(正)         | 2명            | 없음            | 없음            | 없음            | 없음            | 없음            | 없음            | 없음            | 없음            |
| 종4품 | 소감(少監)      | 2명             | 부정(副正)     | 2명            | -               | -               | -               | -               | -               | -               | -               | -               |
| 종5품 | 승(丞)          | 1명             | 판관(判官)     | 1명            | -               | -               | 판관(判官)      | 2명             | 판관(判官)      | 3명             | -               | -               |
| 종5품 | 겸승(兼丞)      | 2명             | -              | -              | -               | -               | -               | -               | -               | -               | -               | -               |
| 종6품 | 주부(注簿)      | 2명             | -              | -              | 주부(注簿)      | 1명             | 주부(注簿)      | 2명             | 주부(注簿)      | 3명             | 주부(注簿)      | 4명             |
| 종6품 | 겸주부(兼注簿)  | 1명             | -              | -              | -               | -               | -               | -               | -               | -               | -               | -               |
| 종7품 | 직장(直長)      | 2명             | -              | -              | -               | -               | -               | -               | 직장(直長)      | 3명             | 직장(直長)      | 4명             |
| 정8품 | 녹사(錄事)      | 2명             | -              | -              | -               | -               | 녹사(錄事)      | 1명             | -               | -               | -               | -               |
| 종8품 | 없음            | 없음            | 없음           | 없음           | 없음            | 없음            | 없음            | 없음            | 없음            | 없음            | 봉사(奉事)      | 1명             |
| 정9품 | 없음            | 없음            | 없음           | 없음           | 없음            | 없음            | 부봉사(副奉事)  | 1명             | -               | -               | -               | -               |
| 종9품 | 없음            | 없음            | 없음           | 없음           | 없음            | 없음            | 참봉(參奉)      | 1명             | -               | -               | -               | -               |